# Jacques de Bueil
Pour les autres membres de la famille, voir Famille de Bueil.
Pour les articles homonymes, voir Bueil.
Jacques de Bueil (v.1462 - mort le 8 octobre 1513), chevalier, comte de Sancerre (1506-1513), échanson du roi Charles VIII de France, seigneur de Courcillon, de Bueil et de Sagonne, fils d'Antoine de Bueil, comte de Sancerre, chancelier du Roi, et de la princesse  Jeanne de Valois, fille légitimée du roi Charles VII et d'Agnès Sorel.

## Biographie
Jacques épouse Jeanne (ou Catherine) de Bois-Jourdan, en partie dame d'Azay-le-Rideau, décédée avant 1497, fille de Fouquet de Bois-Jourdan, seigneur du Plessis et d'Azay-le-Rideau. Devenu veuf, Jacques épouse, en secondes noces, par contrat du 3 novembre 1497, Jeanne de Sains, fille de Jean de Sains, dit l'« Aigle », seigneur de Caveron, et de Jeanne de Belleforière. Madeleine, abbesse de l'Abbaye de Bonlieu, rendit aveux pour la métairie de Couart, paroisse de Dissay-sous-Courcillon, à Jacques de Bueil en tant que seigneur de Courcillon en 1511.
Il fit deux fois le voyage d'Italie dans les armées des rois Charles VIII et Louis XII et mourut en 1513.

## Descendance
Jacques a deux fils de son premier mariage avec Jeanne de Bois-Jourdan :
- Charles de Bueil (décès en 1515), comte de Sancerre, père de Jean VI de Bueil ;
- François de Bueil, archevêque de Bourges, mort le 25 mars 1525.

Jacques et Jeanne de Sains ont un fils :
- Louis IV de Bueil (décès en 1563), comte de Sancerre après son frère Charles et son neveu Jean VI.